# José Maria Barreto
José Maria Barreto, primeiro e único barão de Anajatuba, (Rio de Janeiro,1814– 1871). (Faleceu no dia 24 de Agosto de 1871 na freguesia de S. José, Rio de Janeiro. Sepultado no Cemitério de São João Batista. -São José Óbitos, 1851/1877, pág 157).
Filho de maranhenses, nascido no Rio de Janeiro, mudou-se para o Maranhão nos primeiros anos de vida.
Foi um médico, militar e político brasileiro, tendo sido deputado geral por Maranhão de 1869 a 1872 e alcançado a patente de general.
Foi vice-presidente da província do Maranhão entre 12 de maio de 1859 e 26 de setembro de 1859, pelo Partido Liberal.
Casou-se com Mônica Teresa Raposo.
Elevado a barão de Anajatuba por decreto imperial em 14 de março de 1867. Faz referência à cidade maranhense de Anajatuba